# 太空马戏团
《太空马戏团》是发行于任天堂64和Windows平台的电子角色扮演游戏（RPG）电子游戏，由法国英宝格公司制作，1998年在欧洲发行，1999年在北美发行。该游戏是任天堂64平台中少有的支持16：9宽屏的游戏之一，并支持多国语言。虽然没有在中国大陆上市，但是该游戏仍然以互联网下载和盗版光碟的方式在中国大陆传播。

## 游戏剧情
星击是太空马戏团的一名杂技演员，这个马戏团的老板是一个叫星巴克的人。当太空马戏团的宇宙飞船将其用于广告宣传的导弹发射到拥有十个太阳的日不落星球时，发射导弹的火箭被三个不明身份的机器人摧毁了。惊悉这一消息后，星巴克随即派遣了杂技演员星击，以及其同伴维尔福还有他的火箭筒，到日不落星球去寻找那些摧毁火箭的人。
星击很快就发现，太空马戏团的竞争对手“虚幻马戏团”是摧毁其火箭的罪魁祸首，星击就想出了一个办法去突破虚幻马戏团在飞船支撑架附近的地面武装部队，并在鲨鱼的帮助下把支撑架弄垮，从而将虚幻马戏团赶出日不落星球。
一次马戏团回到了飞船总部，马戏团被星际银行的代表追上，并告知星巴克，如果他在未来10天内仍然不向星际银行还清借款，他和他的飞船将被强制性摧毁，随后，星巴克将星击派遣到一个遍布凶器的星球去寻找一个间谍装置，为太空马戏团发回最新的马戏团表演的讯息，星击也最终找到了一个间谍装置，并将它用来为太空马戏团发掘各式各样的马戏团表演的素材和内容，星击被派遣到其它四个星球，分别是：光电星球，终极对撞星球，智慧木乃伊星球和地球。